# 蓬蒂-迪苏尔 (葡萄牙堂区)
蓬蒂-迪苏尔是葡萄牙波塔莱格雷区的一个堂区。总面积170.42平方公里，总人口8805人，人口密度51.7人/平方公里。